# Saittajoki (vattendrag, lat 67,62, long 26,22)
Saittajoki är ett vattendrag i Finland.   Det ligger i landskapet Lappland, i den norra delen av landet, 800 km norr om huvudstaden Helsingfors.